# Bulgarie aux Jeux olympiques d'été de 2016
La Bulgarie participe aux Jeux olympiques d'été de 2016 à Rio de Janeiro au Brésil du 5 au 21 août 2016. Il s'agit de sa 20e participation à des Jeux olympiques d'été.

## Athlétisme

### Homme

#### Course
| Athlètes     | Compétitions         | Série         | Série | Demi-finales | Demi-finales | Finale  | Finale  |
| Athlètes     | Compétitions         | Temps         | Rang  | Temps        | Rang         | Temps   | Rang    |
| ------------ | -------------------- | ------------- | ----- | ------------ | ------------ | ------- | ------- |
| Mitko Tsenov | 3 000 mètres steeple | 8 min 54 s 79 | 14e   | NC           | NC           | Éliminé | Éliminé |

#### Concours
| Athlètes        | Compétitions    | Série    | Série | Finale   | Finale  |
| Athlètes        | Compétitions    | Résultat | Rang  | Résultat | Rang    |
| --------------- | --------------- | -------- | ----- | -------- | ------- |
| Tikhomir Ivanov | Saut en hauteur | 2,29 m   | 1er   | 2,29 m   | 10e     |
| Rumen Dimitrov  | Triple saut     | 16,36 m  | 26e   | Éliminé  | Éliminé |
| Georgi Tsonov   | Triple saut     | 15,20 m  | 39e   | Éliminé  | Éliminé |
| Georgi Ivanov   | Lancer du poids | 19,49 m  | 25e   | Éliminé  | Éliminé |

### Femmes

#### Course
| Athlètes           | Compétition | Série   | Série | Demi-Finales | Demi-Finales | Finale        | Finale  |
| Athlètes           | Compétition | Temps   | Rang  | Temps        | Rang         | Temps         | Rang    |
| ------------------ | ----------- | ------- | ----- | ------------ | ------------ | ------------- | ------- |
| Ivet Lalova-Collio | 100 mètres  | 11 s 35 | 3e    | DNS          | /            | Éliminé       | Éliminé |
| Ivet Lalova-Collio | 200 mètres  | 22 s 61 | 1re   | 22 s 42      | 2e           | 22 s 69       | 8e      |
| Militsa Mircheva   | Marathon    | NC      | NC    | NC           | NC           | 2 h 51 min 06 | 108e    |

#### Concours
| Athlètes        | Compétition     | Série    | Série | Finale   | Finale            |
| Athlètes        | Compétition     | Résultat | Rang  | Résultat | Rang              |
| --------------- | --------------- | -------- | ----- | -------- | ----------------- |
| Mirela Demireva | Saut en hauteur | 1,94 m   | 9e    | 1,97 m   | Médaille d'argent |

## Aviron
Légende: FA = finale A (médaille) ; FB = finale B (pas de médaille) ; FC = finale C (pas de médaille) ; FD = finale D (pas de médaille) ; FE = finale E (pas de médaille) ; FF = finale F (pas de médaille) ; SA/B = demi-finales A/B ; SC/D = demi-finales C/D ; SE/F = demi-finales E/F ; QF = quarts de finale; R= repêchage
| Athlète                          | Compétition                        | Séries        | Séries | Repêchage     | Repêchage | Demi-finales | Demi-finales | Finale        | Finale |
| Athlète                          | Compétition                        | Temps         | Rang   | Temps         | Rang      | Temps        | Rang         | Temps         | Rang   |
| -------------------------------- | ---------------------------------- | ------------- | ------ | ------------- | --------- | ------------ | ------------ | ------------- | ------ |
| Georgi Bozhilov Kristian Vasilev | Deux de couple poids légers hommes | 6 min 44 s 31 | 4e R   | 6 min 20 s 56 | 2e SA/B   | 6 min 47 s 0 | 6e FB        | 7 min 00 s 85 | 9e     |

## Badminton
| Athlète                          | Compétition  | Phase de groupes                     | Phase de groupes                   | Phase de groupes                         | Phase de groupes | 1/8e de finale               | Quarts de finale | Demi-finales     | Finale           | Finale    |
| Athlète                          | Compétition  | Adversaire Score                     | Adversaire Score                   | Adversaire Score                         | Rang             | Adversaire Score             | Adversaire Score | Adversaire Score | Adversaire Score | Rang      |
| -------------------------------- | ------------ | ------------------------------------ | ---------------------------------- | ---------------------------------------- | ---------------- | ---------------------------- | ---------------- | ---------------- | ---------------- | --------- |
| Linda Zetchiri                   | Simple dames | bat Jaquet 21-17, 21-15              | bat Gilmour 21-12, 17-21, 21-16    | exempt                                   | 1er Gr. D        | battue par Sung 15-21, 12-21 | Éliminée         | Éliminée         | Éliminée         | Éliminée  |
| Gabriela Stoeva / Stefani Stoeva | Double dames | battues par Chang / Lee 22-24, 15-21 | battues par Tang / Yu 14-21, 11-21 | battent Goliszewski / Nelte 21-14, 21-19 | 3e Gr. D         | exempt                       | Éliminées        | Éliminées        | Éliminées        | Éliminées |

## Cyclisme

### Cyclisme sur route
| Athlète        | Compétition            | Temps       | Rang |
| -------------- | ---------------------- | ----------- | ---- |
| Stefan Hristov | Course en ligne hommes | non terminé | NC   |